# Carl Legien
Carl Legien (Malbork, 1861. december 1. – Berlin, 1920. december 26.) német szakszervezeti funkcionárius, szociáldemokrata politikus. A weimari köztársaság kialakulásakor kulcsszerepet töltött be a Stinnes–Legien egyezmény (1918. november 15.) létrejöttében, illetve a Kapp-puccs (1920. március 12–18.) idején az általános sztrájkra való felhívás kiadásában és a sztrájk megszervezésében, amivel  nagyban hozzájárult a fiatal köztársaság megmentéséhez.

## Élete és munkássága
Szüleit még gyerekkorában elvesztette, árvaházban nőtt fel. 1875–81-ig faesztergályos tanonc volt, majd három éves katonai szolgálatot töltött a porosz hadseregben. Leszerelése után vándor iparossegéd volt, ezen időszak alatt 1885-ben belépett Németország Szociáldemokrata Pártjába (Sozialdemokratische Partei Deutschlands – SPD), majd 1886-ban Hamburgban letelepedett. 1887-ben megalakult a Német Faesztergályos Szakszervezet, mely elnökévé választotta. Hamarosan szervező zseniként tekintettek rá, s 1890-ben megválasztották a Németország Szakszervezeteinek Általános Bizottsága (Generalkommission der Gewerkschaften Deutschlands) elnökévé, mely pozíciót három évtizeden át, a szervezet 1919-es feloszlásáig megtartott. A német parlament, a Reichstag SPD frakciójának tagja volt 1893–98-ig, majd 1903-tól haláláig. Aktív volt a nemzetközi szakszervezeti mozgalomban, 1913–19-ig a Szakszervezetek Nemzetközi Föderációjának elnöki tisztségét is betöltötte.
Az  1918–19-es németországi forradalom alatt nem szimpatizált a tanácsmozgalommal. Nevéhez fűződik a Hugo Stinnes-el, a legbefolyásosabb Ruhr-vidéki iparmágnással aláírt egyezmény, az ún. Stinnes–Legien egyezmény, melynek egyik legfontosabb pontja a 8 órás munkanap bevezetése. Az egyezmény több pontját beépítették a weimari alkotmány szövegébe. 1919 júliusában a németországi szakszervezetek kongresszusán megválasztották az új Általános Német Szakszervezeti Szövetség (Allgemeiner Deutscher Gewerkschaftsbund – ADGB) elnökévé. Az ADGB taglétszáma 1920-ra 8 millió fölé emelkedett, mely nagy politikai súlyt képviselt. A Kapp-puccs idején a Legien vezette szakszervezeti szövetség általános sztrájk felhívást adott ki, melyben 12 millió munkavállaló vett részt, s a puccsistákat céljaik feladására kényszerítette, s ezzel megmentette a weimari köztársaságot. Ugyanekkor elhárította Friedrich Ebert köztársasági elnök ajánlatát a miniszterelnökségre.